# آنتونی گاوتسکی
آنتونی گاوتسکی (لهستانی: Antoni Gałecki; ۴ ژوئن ۱۹۰۶ – ۱۴ دسامبر ۱۹۵۸) بازیکن فوتبال اهل لهستان بود.
وی همچنین در تیم ملی فوتبال لهستان بازی کرده‌است.